# Русинская живопись

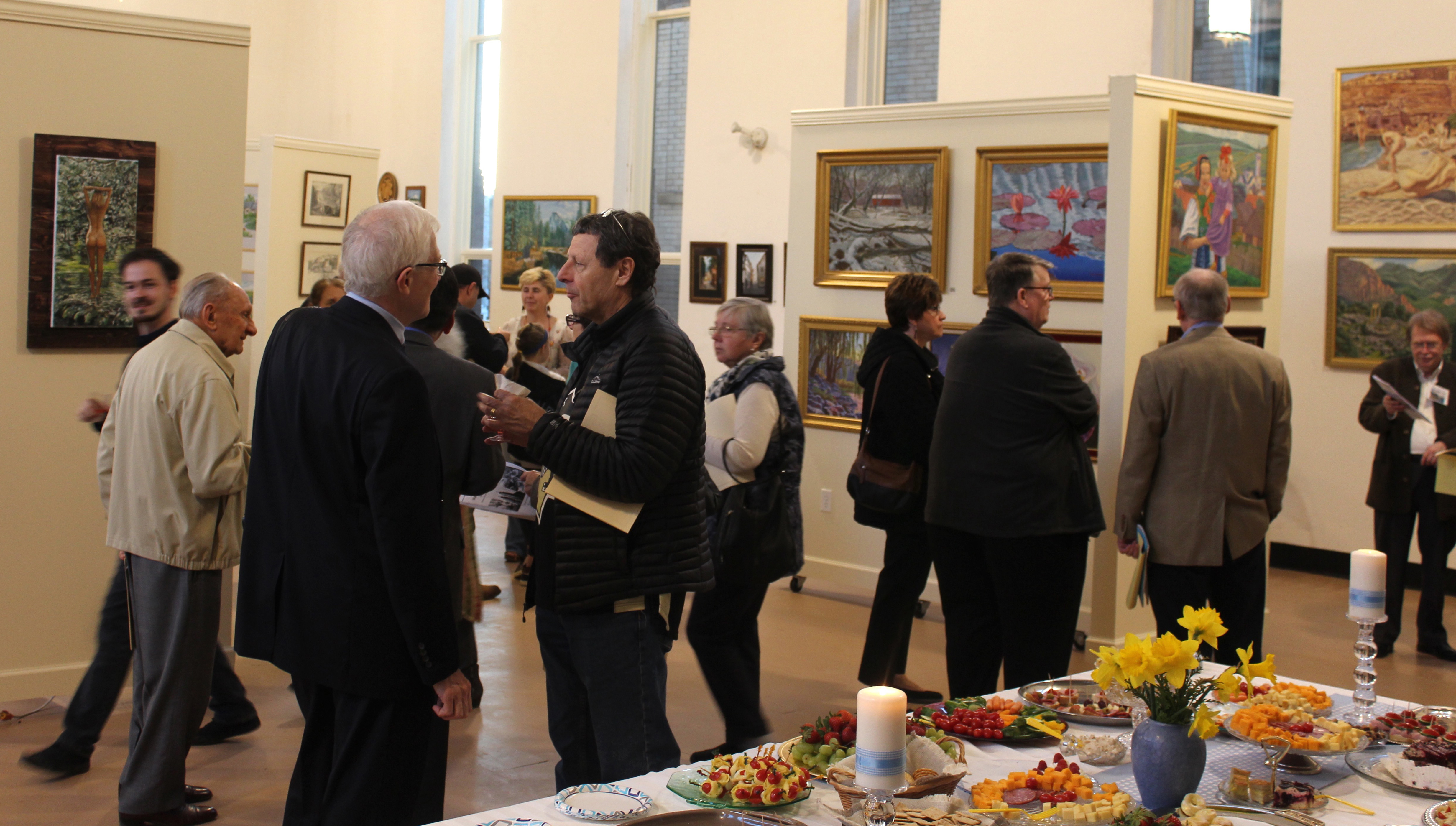
Выставка русинского искусства Карпаторусинского сообщества

Русинская живопись — живопись русинского народа, в рамках закарпатской школы изобразительного искусства, появившаяся в результате второго русинского возрождения 20-30 гг. XX века.

## История

### Национальное возрождение и искусство
В межвоенный период в Закарпатье появились благоприятные условия для развития искусства русинского народа. Начала развиваться закарпатская школа изобразительного искусства, занимавшаяся живописью. В этот период появилось новое поколение художников, которое, в отличие от предшественников, в своем творчестве стремилось создать национальное искусство, уходящее своими корнями в народ и природу Закарпатья. В 1921 известными русинскими художниками Юлием Вирагом,  Адальбертом Эрдели и Иосифом Бокшаем была организована первая выставка в Мукачево, Берегове и Кошице. На выставке были представлены полотна уже известных и признанных в то время художников, таких как Дюла Ияс-Яцик, Теодор Муссон и других.

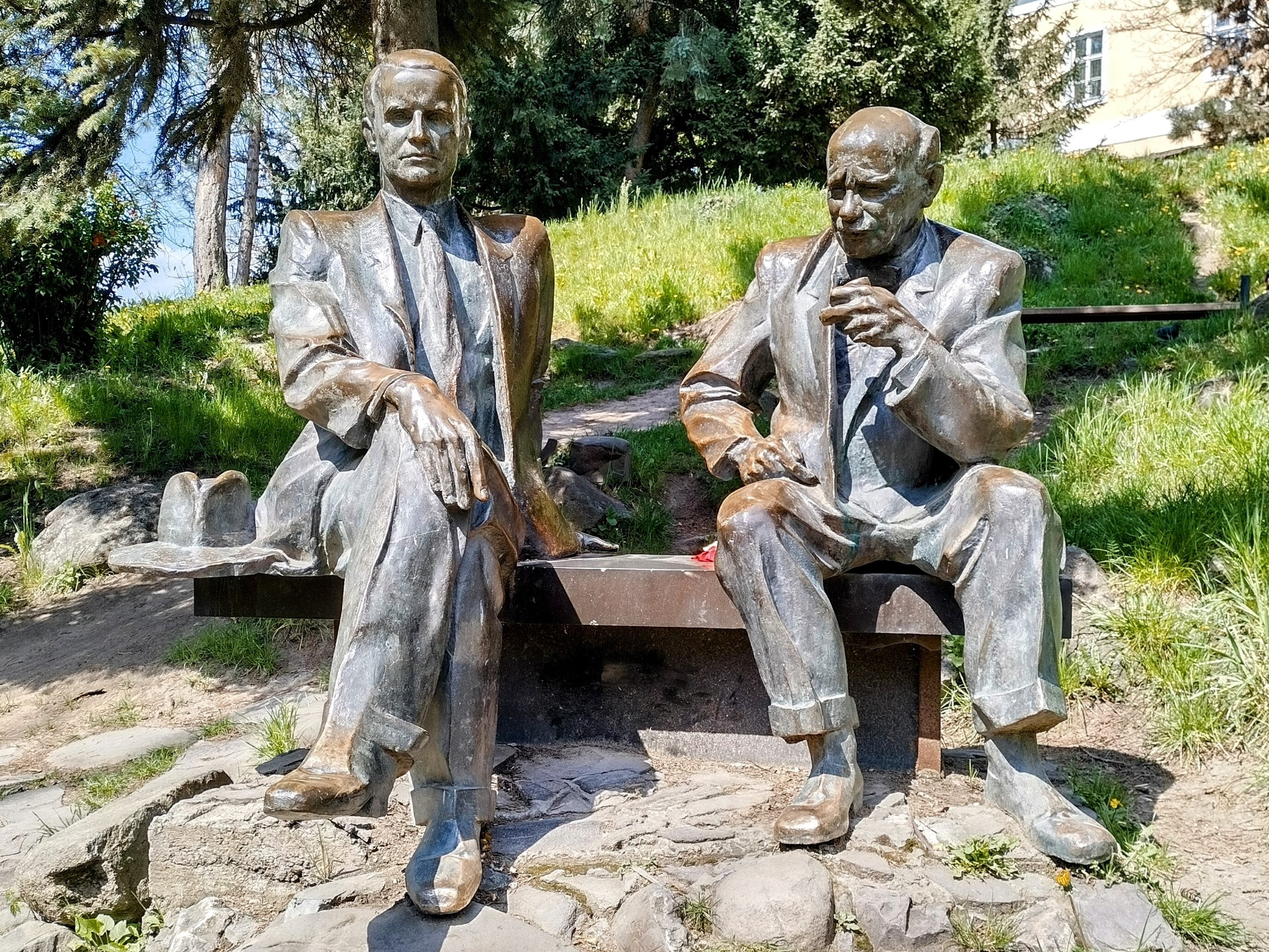
Памятник Адальберту Эрдели (слева) и Иосифу Бокшаю (справа) в Ужгороде

 В 1921 году Адальберт Эрдели и Иосиф Бокшай с целью объединить карпатских художников создали публичную школу-общество закарпатских художников, в которой были преподавателями.